# Mesquita Blanca
La Mesquita Blanca (albanès: Xhamia e Bardhë) és una mesquita en ruïnes al Castell de Berat, Berat, Albània. A la petita i lleugerament quadrada mesquita hi ha encara parets originals de gairebé un metre d'alçada i la base del minaret, d'una mica més de dos metres d'alçada. Va ser construïda amb pedra calcària blanca.
Va esdevenir un Monument Cultural d'Albània l'any 1961.